# یوری گلدیر
یوری گلدیر (اوکراینی: Юрій Гладир؛ زادهٔ ۸ ژوئیهٔ ۱۹۸۴) بازیکن والیبال اهل اوکراین است.
از باشگاه‌هایی که در آن بازی کرده‌است می‌توان به زاکسا کیدژیرژن کوژله اشاره کرد.